# En el Luna Park
En el Luna Park es el quinto álbum CD+DVD grabado en directo que incluye canciones de “La orquesta del Titanic” (como “Después de los despueses”, “Acuérdate de mí”, “Hoy por ti mañana por mí”, “Dolent de mena”, “Martínez” o ”Cuenta conmigo”) junto a temas de la carrera de Joan Manuel Serrat y Joaquín Sabina, desde “Ara que tinc vint anys” y “Mediterráneo” a “Princesa” y “19 días y 500 noches” entre otros.

## Canciones

### CD
1. Ocupen su localidad/Hoy puede ser un gran día - 5:31
2. Acuérdate de mí - 4:40
3. Algo personal - 5:37
4. La Orquesta del Titanic - 5:10
5. De cartón piedra - 4:11
6. Eclipse de mar - 4:30
7. Cuenta conmigo - 4:47
8. Canción para la Magdalena - 4:10
9. Martínez - 5:21
10. Princesa - 4:37
11. Hoy por ti, mañana por mí - 4:20
12. Tan joven y tan viejo/Ara que tinc vint anys - 4:30
13. Con la frente marchita - 4:52
14. Cantares - 3:53

### DVD
1. Ocupen su localidad/Hoy puede ser un gran día
2. Acuérdate de mí
3. Algo personal
4. Y sin embargo
5. La Orquesta del Titanic
6. De cartón piedra
7. 19 días y 500 noches
8. Cuenta conmigo
9. Eclipse de mar
10. Mediterráneo
11. Dolent de mena
12. Señora
13. Princesa
14. Después de los despueses
15. Canción para la Magdalena
16. Martínez
17. Payada
18. La del pirata cojo
19. Esos locos bajitos
20. Más de cien mentiras
21. Hoy por ti, mañana por mí
22. Contigo
23. Cantares
24. Tan joven y tan viejo/Ara que tinc vint anys
25. Para la libertad
26. Aquellas pequeñas cosas
27. Noches de boda
28. Y nos dieron las 10
29. Con la frente marchita
30. Fiesta